# Großabnehmer
Großabnehmer (oder Großkunde; englisch largescale consumers) ist ein unbestimmter Rechtsbegriff, mit dem Kunden umschrieben werden, die ein Marktvolumen nachfragen, das deutlich über dem durchschnittlichen Nachfragevolumen anderer Kunden desselben Anbieters liegt.

## Allgemeines
Der Begriff ist schwer abzugrenzen. Großabnehmer entwickeln jedenfalls ein Nachfragevolumen, das weit über die Abnahmemenge eines Normalverbrauchers („Kleinabnehmer“ von haushaltsgerechten Mengen) hinausgeht. Besonders die Fachliteratur zur Elektrizitätswirtschaft befasst sich mit dieser Kundenkategorie. Es handelt sich um Abnehmer, deren Bedarf an elektrischer Energie so groß ist, dass für sie eine eigene Energieerzeugung in Betracht käme. Ob jemand als Groß- oder Kleinabnehmer beim Elektrizitätswerk gilt, hängt auch von der Betriebsgröße des Elektrizitätswerks ab. Je kleiner ein Werk ist, umso eher gilt demnach jemand als Großabnehmer. Die RWE AG definierte 1910 den Großabnehmer als Kunden, der mindestens 50.000 kWh jährlichen Stromverbrauch erreicht, heute liegen die Mindest-Verbrauchsmengen vielfach bei 100.000 kWh. Der durchschnittliche Stromverbrauch pro Kopf lag in Deutschland 2011 bei 7.000 kWh.

## Arten
Als Großabnehmer kommen insbesondere Groß- und Einzelhandel, Kantinen, Großunternehmen, Gaststättenbetriebe, Krankenhäuser, Seniorenheime oder sonstige Großküchen in Frage.

## Verhandlungsmacht
Großabnehmer besitzen wegen des nachgefragten Volumens Verhandlungsmacht, sie können Marktpreise beeinflussen und kommen in den Genuss von Mengenrabatten oder Sondertarifen. Das gilt insbesondere in der Energiewirtschaft (Strom, Gas, Wasser). Ein kommunaler Wasserversorgungsbetrieb darf den Wasserpreis für den Großabnehmer wie für den Normalverbraucher nur nach dem übereinstimmenden Gebrauchswert der Leistung (pro m³ Wasser) und nicht nach den unterschiedlich hohen Selbstkosten ausrichten. In diesem Wirtschaftszweig sind meist Industrie- oder sonstige gewerbliche Unternehmen die Großabnehmer. 
Als Großabnehmer sind Kunden berechtigt, auf einer Messe (§ 64 Abs. 1 GewO) oder am Großmarkt zu kaufen (§ 66 GewO). Dieses Privileg unterscheidet sie von Privathaushalten, die keine Marktteilnehmer bei Messen oder auf dem Großmarkt sein dürfen. Im Bankwesen gehören Großabnehmer in die Kundenkategorie der Kunden mit überragender Verhandlungsmacht, die sich durch eine bedeutende Leistungsabnahme auszeichnen. Sie tätigen auch Bankgeschäfte, die Kleinkunden nicht nachfragen und zwingen die Banken zu Preisverhandlungen. Allgemein reicht die Verhandlungsmacht von Großabnehmern aus, um die Anbieter zu Preiszugeständnissen bis zu deren Preisuntergrenze zu zwingen.